# 西游·降魔篇
《西遊·降魔篇》由周星馳擔任总制片、监制、编剧、导演的電影。
香港及新加坡、台灣於2013年春節檔2月7日上映，而中國大陸則於2月10日以3D、IMAX 3D和杜比全景声等形式上映。目前全球票房已经超过2.15億美元，創華語片新記錄，成為當年全球最賣座的華語電影。
续作《西游伏妖篇》由徐克执导，周星驰监制，於2017年公映。

## 剧情
某個寧靜的小漁村突然遭遇到河妖攻擊，一名漁夫遭河妖所吃，村民集資請來道士收妖後捕獲了一條巨大的鬼蝠魟，但路過的驅魔人陳玄奘表示這條魚並非吃人的河妖，水中仍有危險要村民不要下水，此番言論激怒了村民而將陳玄奘毆打後並吊起，此時河妖出現並吞食了多名村民，陳玄奘乘機脫困和醒悟的村民將河妖打回原形之後，欲使用師門所傳「兒歌三百首」降伏河妖卻沒有任何效果，這時另一名驅魔人段小姐出現，將河妖降伏並受到村民的道謝，段小姐奚落了陳玄奘後，陳玄奘返回師父身邊報告此事，對於身為驅魔人卻無力拯救村民感到沮喪，師父告知玄奘，本門驅魔的理念是將妖的惡性驅除而非殺死，並告訴玄奘之所以不能發揮「兒歌三百首」的威力是玄奘的修行還差了一些。
高家莊有一名豬妖名喚豬剛鬣，生前因貌醜而致妻子与人私通，並將豬剛鬣謀害，死後怨念不息化為豬妖，陳玄奘再次前往高家莊收妖，再遇為賞金而來的驅魔人段小姐，段小姐雖使用法寶「無定飛環」將豬妖打出原形，但豬妖原形更強，陳、段二人因此逃跑另尋他法收妖，陳玄奘之師父看出玄奘對段小姐頗有情意，但玄奘表示僅追求世間大愛，對於男女之間的情愛沒有興趣，師傅點出玄奘心口不一，要玄奘前往五指山，請妖王之王孫悟空幫助收伏豬剛鬣，途中再逢段小姐，段小姐對於陳玄奘本領低微卻勇氣十足敢憑一本兒歌打妖怪，深感愛慕，但玄奘拒絕段小姐示愛，段小姐憤而將「兒歌三百首」撕毀，兩人不歡而散。
陳玄奘進入五指山發現了妖王孫悟空，孫悟空表示五百年前大鬧天宮，而遭到佛祖以大日如來真經壓制於五指山下，要求陳玄奘將他放出，陳玄奘要求孫悟空協助收伏豬妖，佛祖必能知道孫悟空乃是真心悔過，此時段小姐尾隨陳玄奘再次出現，孫悟空以段小姐將豬妖生前的詩詞以歌舞方式演出將豬妖引來並將其收服，段小姐將已降伏的豬妖河妖都送給陳玄奘，要求陳玄奘娶他為妻並將之前已撕毀的兒歌三百首修復還給了陳玄奘，玄奘仍然拒絕，並不惜以斷指以除去手上無定飛環威脅段小姐，段大失所望離去，陳玄奘心中愴然。孫悟空乘機騙陳玄奘將洞口的的蓮花拔除，原來洞口蓮花才是封印，陳玄奘告知孫悟空僅是離開了山洞，佛仍在，孫悟空大怒將玄奘打成重傷並拔光頭髮，此時三名驅魔人：五形拳、天殘腳、空虛公子出現欲制伏孫悟空，但實力相差太遠，反遭孫悟空先後殺害，危急之刻段小姐現身捨命相救陳玄奘，亦遭孫悟空殺死，陳玄奘方才省悟對段小姐乃是真心愛慕，臨死前對段傾訴愛意，才發現段小姐修復的破爛「兒歌三百首」重新拼湊成了「大日如來真經」，藉以降伏孫悟空，並將段小姐所遺留的無定飛環戴上了孫悟空的頭上，變成了金箍環。
最終玄奘領悟了「有過痛苦，才知道真正的痛苦，有過執著，才能放下執著，有過牽卦，了無牽卦」，承接師命率領孫悟空、豬妖及河妖前往西天取經。

## 演員
| 角色         | 演員                                                                                       | 備註 | 普通话配音 | 粵語配音 | 日語配音   |
| 段小姐       | 舒淇                                                                                       | 出色的驅魔人，持有無定飛環，威力無比，對妖魔下手不留情，瞬間收拾水妖（沙悟淨），初遇陳玄奘時視為驅魔人之恥，而後在對豬妖（豬八戒）失利後，被陳玄奘一番熱誠感動，認定為夫，展開熱烈追求，但卻都不如其意，但不管是因被趕、生怒、傷心等原因而離開，沒多久就立刻回到陳玄奘身旁保護，拯救陳玄奘數次於危難中，甚為癡情直率，後為救陳玄奘不斷挑釁孫悟空，最後死於其手。                                                                       | 使用原音   | 舒淇     | 貫地谷栞   |
| 玄奘         | 文章                                                                                       | 陳玄奘，大乘佛教未剃度弟子，自稱驅魔人，持有一本自稱驅魔大典的《兒歌三百首》，認為男女之間的情愛為小愛，只願追求對世人之大愛，對段小姐不斷挑動他心中的男女情愛感到憤怒，後因段小姐惹怒孫悟空而死於其手，才承認自己愛段小姐，也因為段小姐一死，領悟了有過執著才能放下執著，後使用了被段小姐撕毀並重新拼裝的驅魔大典《大日如來真經》招喚如來佛，以如來神掌收服孫悟空，並將無定飛環戴其頭上化成金箍，最後以法號三藏一同西行前往天竺取經。 | 使用原音   | 林一峰   | 齋藤工     |
| 孫悟空       | 黄渤（人形） 葛行宇（真身）                                                                | 五百年前被如來關在五指山中，有妖王之王稱謂，初遇陳玄奘顯得神經兮兮，後遇段小姐就立即搭訕，個性風趣，後騙得陳玄奘解開封印，而回復原貌時凶狠異常（身高四尺長），無人可敵，對如來懷有深深怨恨，被陳玄奘雙手合十的如來手勢給激怒，後被段小姐挑釁，一怒之下殺了段小姐，被領悟大日如來真經的陳玄奘收服，最後以人形模樣一同西行前往天竺取經。                                                                                                 | 使用原音   | 高翰文   | 山寺宏一   |
| 空虛公子     | 羅志祥                                                                                     | 驱魔人，造型奇特，脸涂白粉，眼圈黑浓，白衣白褂白帽，装扮像足“白面”书生，看脸又像已死之人。自命不凡，好咬文嚼字，身边请了四位面貌惊人的大妈护法。空虚公子练就的空虚剑法天下无双，手捧“空虚”木盒即可坐着斩妖除魔，但最后还是命毙妖王之王孙悟空之手。 | 使用原音   |          | 神谷浩史   |
| 沙僧         | 李尚正                                                                                     | 戲中第一位現身的妖怪。在世時救一小女孩卻被村民誤會為人口販子，被活活打死後被丟入湖中，被老虎魚群啃食遺體，而產生怨氣化身為半獸半魚的妖怪，為報復進而攻擊村民，食其村民，被段小姐收服，最後以人形模樣一同西行前往天竺取經。 |            |          |            |
| 豬剛鬣       | 陳炳強                                                                                     | 人稱「肉郎豬剛鬣」。文采不錯，癡情於妻子，並寫有一首詞給她，但因在世時長相醜陋，結果被深愛的妻子和姦夫所殺，死後產生怨念化身為豬妖，並以美男貌裝扮成客棧老闆，恨盡只看外貌之人，將其一一殺害，被孫悟空收服，最後以人形模樣一同西行前往天竺取經。 |            |          | 近藤春菜   |
| 無名師傅     | 程思寒                                                                                     | 教授陳玄奘驅魔的師傅。以喚醒妖怪內心的真善美，代替殺戮的理念，並視「兒歌三百首」為驅魔大典，亦傳給了玄奘。片尾時，集結了玄奘以及孫悟空、沙僧、豬剛鬣三人一同西行前往天竺取經。 | 宣晓鸣     |          | 茶風林     |
| 北斗五形拳   | 释延能                                                                                     | 以虎形、螳螂形打跑豬妖（豬八戒），實力高強的驅魔人，操地方口音。在五指山上與孫悟空一戰，實力遠遠不敵暴怒的孫悟空，慘遭活活咬死，后遗体也化成灰烬。 |            |          | 立木文彦   |
| 大 煞        | 盧正雨                                                                                     | 段小姐手下之一。 |            |          |            |
| 二 煞        | 趙志凌                                                                                     | 段小姐手下之一。 |            |          |            |
| 三 煞        | 楊 迪                                                                                      | 段小姐手下之一，噴血哥。 |            |          |            |
| 四 煞        | 周秀娜                                                                                     | 段小姐手下之一，教導段小姐如何吸引陳玄奘。 | 使用原音   | 周秀娜   |            |
| 五 煞        | 葛行宇                                                                                     | 段小姐年輕手下。 | 使用原音   |          | 田中真弓   |
| 道 士        | 馮勉恆                                                                                     | 替漁村血案找出兇手的三腳貓道士。最後被彈上岸的魚妖以重力加速度的壓頂，而落水。 |            |          |            |
| 漁村村長     | 楊能                                                                                       | 片頭漁村的村長。誤信江湖道士的話，而將大把的銀兩給了他。最後被魚妖拖入水中。 |            |          |            |
| 天殘腳       | 張超理                                                                                     | 白髮蒼蒼的驅魔人，萎縮的右腳可以法術將其增大為數百倍的「巨大天殘腳」。與北斗五形拳競爭誰先打倒豬妖。五指山一戰，遭孫悟空打穿天殘腳而戰敗，后与空虛公子一起命毙妖王之王孙悟空之手。 |            | 张济平   | 羽佐间道夫 |
| 小雙俠·楓    | 何文輝                                                                                     | 和雲蕾是師兄妹關係，討厭雲蕾總是談論自己的長相。在高家莊吃完大餐後，被豬剛鬣所殺。 |            |          |            |
| 小雙俠·雲蕾  | 唐藝昕                                                                                     | 楓的師妹，總花痴著帥師哥。在高家莊被豬剛鬣所殺。 |            | 石梓晴   |            |
| 高家莊女掌櫃 | 陳依淳                                                                                     | 高家莊掌櫃，曾接待過陳玄奘。 |            |          |            |
| 高家莊男掌櫃 | 劉占領                                                                                     | 高家莊掌櫃，替豬剛鬣工作。曾宴請小雙俠「馳名烤豬」。 |            |          |            |
| 沙 人        | 黃孝傳                                                                                     | |            |          |            |
| 長 生        | 張煜雯                                                                                     | 漁村人家小女孩，親眼目睹父親的死卻毫不知情。被魚妖活吞。 |            |          |            |
| 根 嫂        | 許敏                                                                                       | 長生的母親，為了救長生而落入水中欲找大怪魚拼命，但依然成了魚妖的食物。 |            |          |            |
| 長 根        | 李靖                                                                                       | 長生的父親，喜歡逗長生玩耍，玩耍時被魚妖給吃掉。 |            |          |            |
| 根 爺        | 張偉夫                                                                                     | |            |          |            |
| 大 力        | 范富林                                                                                     | |            |          |            |
| 阿 蘭        | 戴琪華                                                                                     | |            |          |            |
| 阿蘭嬰兒     | 鍾凱杰                                                                                     | |            |          |            |
| 肥 婆        | 謝晶晶                                                                                     | 漁村的肥婆，運用她身材的優勢，將魚妖彈上岸。 |            |          |            |
| 肥婆丈夫     | 余倩文                                                                                     | |            |          |            |
| 唱山歌女孩   | 孔無雙                                                                                     | |            |          |            |
| 道士·福      | 李高吉                                                                                     | |            |          |            |
| 道士·祿      | 文飛飛                                                                                     | |            |          |            |
| 道士·壽      | 黃海森                                                                                     | |            |          |            |
| 漁村村民     | 張萬庫、許文強、陳劍鋒、黎寧材、李進、李桂栓、韓曉川、喻品、李勇波、龔夢穎、葛惠蕾、張紅弟 | |            |          |            |
| 四大美女     | 王麗、金錦女 張美娥、徐彩香                                                                | 空虛公子的四名老年抬轎女。後在空虛公子被孫悟空打退後，結夥溜走了。 | 使用原音   |          | 野澤雅子   |
| 俘 虜        | 王樹連、張輝                                                                               | |            |          |            |

## 票房
註：不含其他電影節和小規模上映
- 日本：246萬美元
- 越南：102萬美元
- 臺灣：7600萬新台幣[7]
- 香港：2840萬港元
- 新加坡：180萬美元
- 马来西亚：320萬美元
- 中国大陆：12.48億人民幣

### 中國大陸記錄
《西遊降魔篇》在中國大陸的院线票房為12.48億人民幣，线上票房為1.05億人民幣。
《西游降魔篇》觀影總人次為5210萬。
与其他国产片不同的是，周星驰的《西遊降魔篇》打破的多是影史记录，而不只是华语记录。比如单日1.256亿元打破影史记录1.1亿元。又比如單月12亿元打破《阿凡达》单月11亿元的记录并保持至今。全年以12.46億成为中国大陆2013年度电影票房冠军。
2013年2月10日（大年初一），首日上映票房8165萬人民幣，刷新華語片開畫票房紀錄，並同時創下中國大陸影史上第二至六日放映日的最高單日票房等多項紀錄。《西遊‧降魔篇》在中國大陸創下三天破2億、五天破4億、六天過5億的成績，並於2013年2月14日，以1.256亿人民币票房成为中国大陸影史单日票房冠军

## 影響
- 根據協議，周星馳應得到分红和收益共计1.77亿元人民币（此數字不包括中國大陸以外的分红和收益）。但是，目前周星馳只得到《西游·降魔篇》的中國大陸票房分紅9100萬人民幣，故周星馳向华谊索要餘款8610萬人民幣。[13]
- 负责大陆地区发行的华谊兄弟在公映前一周内股价涨幅超20%。
- 两家港股投资方比高集團（周星馳持股67%）及文化中国传播在首映之前一个月内涨幅分别高达55%与48%，反映港股投资者对该电影取得优异票房的信心。
- 《西遊·降魔篇》引起了西遊記電影的跟拍風潮，僅在《西遊·降魔篇》破紀錄之後的短短兩年時間內，就相繼有5部西遊記電影開拍。

## 獎項及提名
| 獎項                       | 類別                 | 獲獎者                         | 結果 |
| -------------------------- | -------------------- | ------------------------------ | ---- |
| 第50屆金馬獎               | 最佳女主角           | 舒淇                           | 提名 |
| 第50屆金馬獎               | 最佳男配角           | 黃渤                           | 提名 |
| 第50屆金馬獎               | 最佳改編劇本         | 周星馳、郭子健、李尚正、江玉儀 | 提名 |
| 第50屆金馬獎               | 最佳視覺效果         | 李仁浩、金鐘弼、羅偉豪、曾詠汶 | 提名 |
| 第50屆金馬獎               | 最佳造型設計         | 余家安、利碧君                 | 提名 |
| 第50屆金馬獎               | 最佳動作設計         | 周星馳、谷軒昭                 | 提名 |
| 第20屆香港電影評論學會大獎 | 最佳女演員           | 舒淇                           | 提名 |
| 第8屆亞洲電影大獎          | 最高票房亞洲電影大獎 | 西遊・降魔篇                   | 獲獎 |
| 第33屆香港電影金像獎       | 最佳電影             | 西遊・降魔篇                   | 提名 |
| 第33屆香港電影金像獎       | 最佳男配角           | 黃渤                           | 提名 |
| 第33屆香港電影金像獎       | 最佳美術指導         | 林子僑                         | 提名 |
| 第33屆香港電影金像獎       | 最佳服裝造型設計     | 利碧君、余家安                 | 提名 |

## 製作
周星馳和制作公司在电影公映日的一个月之前公开表示本片和《西遊記》原著以及《大話西遊》都没有任何关系。因此，本片中從未出現豬八戒之類的稱呼，而是直接以“妖”代稱。
此片上映時所用海報，引用了毛澤東在《滿江紅·和郭沫若同志》一詞中所寫的「一萬年太久，只爭朝夕」。

## 音樂
| 曲別     | 歌名         | 作曲   | 作詞   | 改编词 | 演唱             |
| -------- | ------------ | ------ | ------ | ------ | ---------------- |
| 主題曲   | 《一生所愛》 | 盧冠廷 | 鄭嘉嘉 | 周星馳 | 舒淇             |
| 片尾配樂 |              |        |        |        | Gメン'75のテーマ |

## 相關
- 中国内地最高电影票房收入列表